# 쑥떡

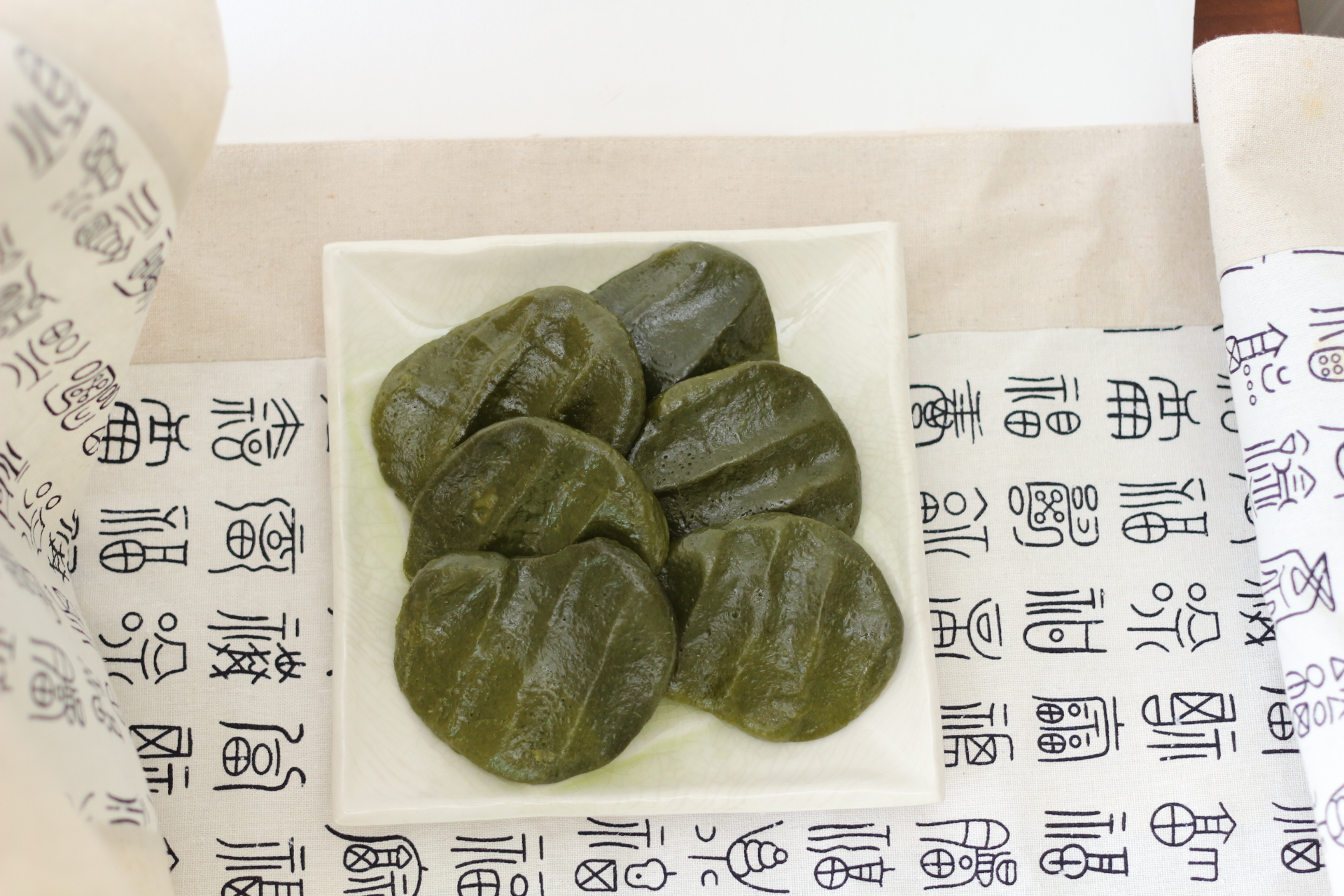
쑥떡

쑥떡은 쑥을 이용하여 만든 떡이다. 그 외에도 쑥설기, 쑥시루떡, 쑥갠떡 등이 있다.

## 같이 보기
- 쑥
- 떡